# Евреинов, Александр Григорьевич
Александр Григорьевич Евреинов (1808—1885) — российский государственный и общественный деятель, действительный тайный советник (1881), сенатор.
Брат инженер-генерал-лейтенанта Михаила Григорьевича Евреинова.

## Биография
Происходил из дворянского рода Евреиновых. Родился 4 (16) августа 1808 года в семье чиновника 9-го класса Григория Михайловича Евреинова, который 12 сентября 1804 года венчался в церкви Вознесения Господня при Адмиралтейских слободах с Анной Ивановной Дитерлих. Энциклопедический словарь Брокгауза и Ефрона называет его потомком президента Коммерц-коллегии Якова Матвеевича Евреинова (правнуком?), другие источники называют его внуком брата Якова Матвеевича, Андрея (1699—1755). Согласно Большой российской энциклопедии, Григорий Михайлович был сыном московского купца 1-й гильдии Михаила Абрамовича Евреинова (1735 — не ранее 1767)
В службе с 25 сентября 1825 года, в классном чине с 1828 года. В 1855 году был назначен обер-прокурором IV департамента Правительствующего сената (20 марта) с производством в действительные статские советники (26 августа). Находился в отставке с 26 ноября 1857 по 29 ноября 1859 года.
В 1864 году, 19 апреля, был произведён в тайные советники. С 1864 по 1885 годы сенатор присутствующий и первоприсутствующий во II, IV, VII, департаментах и в департаменте Герольдии Правительствующего сената. С 1872 года почётный опекун — Санкт-Петербургского воспитательного дома, Санкт-Петербургского опекунского совета, член Советов — Воспитательного общества благородных девиц, Александровского училища, Санкт-Петербургского училища ордена Св. Екатерины, управляющий — Санкт-Петербургского вдового дома, Домом призрения престарелых девиц.
С 1876 года почётный опекун Опекунского совета Учреждений императрицы Марии Фёдоровны по Санкт-Петербургу; 3 января 1881 года был произведён в действительные тайные советники.
Был награждён всеми российскими орденами вплоть до ордена Св. Александра Невского (18774 с бриллиантовыми знаками): Св. Станислава 1-й ст. (1862), Св. Анны 1-й ст. (1866; императорская корона к ордену — в 1868), Св. Владимира 3-й (28.06.1857) и 2-й ст. (1872), Белого орла (1874).
Умер 8 (20) октября 1885 года. Похоронен на Новодевичьем кладбище.

## Семья
Был женат на Клавдии Фёдоровне Кожиной (30.10.1809—11.02.1887). Их дети:
- Григорий (1839—1914)
- Фёдор (1840—?)
- Надежда (1841—?)
- Александр (1843—1905)
- Михаил (1844—1912)
- Николай (1846—1882)
- Анна (1848—?)
- Сергей (1850—?)